# Karl Dahlman
Karl Eskilsson Dahlman, död före 1761, var en svensk ekonom och veterinär.
Dahlman var son till Eskil Persson Dahlman som var brukare av Norrsunds gård i Roslags-Bro socken. Han blev student vid Uppsala universitet 1728 och docent i lanthushållningen 1745. Sin avhandling 1735 tillägnade han kornetten Karl Fredrik von Walden som ägde säteriet Kyrk-Väsby i Almunge socken och vilken under två år skall ha visat Dahlman stor välvilja. I övrigt är mycket lite känt om hans familj och vänskapsrelationer. I sina senare skrifter hänvisar Dahlman ofta till Carl von Linné, men det är oklart om han varit lärjunge till denne. Då en professur i ekonomi vid riksdagen 1738/1739 inrättades vid Uppsala universitet sökte Dahlman denna, men det blev Anders Berch som erhöll den. Han försökte då få en docentur under Berch och erhålla rätt att föreläsa i ekonomi, men som det ekonomiska ämnet lagts under den juridiska fakulteten och Dahlman inte studerat juridik ansågs han inte vara meriterad nog. Genom uppvaktning av Carl Gyllenborg lyckades han dock 1745 mot fakultetens inrådan utverka att han erhöll en docentur i lanthushållning, mot att han varje år förpliktigades att låta trycka sina föreläsningar. Redan 1743 hade han låtit ge ut Swenska red-dejan eller Wälöfwada hushållerskan,huru den må skjöta och wårda den boskap och de foglar, som hon är answarig före; styra sina inne-sysslor, och draga omsorg för lin och hampa, kål, och krydder, som senare utkom i flera utgåvor. Den följdes 1745 av Karl Dahlmans, Eskilsons, Swenska landhus-hålning. 1746 utkom första delen av hans föreläsningar under titeln Swenska hushålds-rön. Dahlmans skrifter präglas av en optimistisk fysiokratisk världssyn. Hans praktiska läggning försvårade en framtida karriär inom universitetsvärlden, och i stället utsågs Dahlman 1748 till ekonomie lektor vid schäferiskolan på Höjentorp.
Där han sig dock ha svårt att samarbeta med de övriga lärarna. 1749 utbröt myteri bland eleverna, och den efterföljande rannsakningen visade att Dahlman troligen uppmuntrat elevernas missnöje. I domen som föll först 1751 undgick Dahlman straff men ålades att göra avbön inför schäferiets chef Jonas Alströmer. Dahlman fortsatte dock att trilskas och komma med invändningar, och sedan han på nytt ålagts att göra avbön inför Alströmer rymde han 1752 till Norge. Efter ytterligare turer fick han 1753 avslag på begäran att utfå innestående lön och samtidigt en innestående avskedsansökan beviljad. 1754 företog han med offentligt understöd en utländsk studieresa. Efter sin återkomst ingick han 1756 kontrakt med hovslagaren Karl Roth om att inrätta en "hästboteskola" i Stockholm. Denna tycks dock aldrig ha kommit till stånd. Under boskapssjukan i Uppland 1759 förordnades han dock av Collegium medicum att handa vården av de insjuknade djuren. Samtidigt fortsatte Dahlman att ge ut olika skrifter om lanthushållningen. Bland de mera kända märks Swenska häste-botaren, färdigskriven 1756 men utgiven i trycket först efter genomgången censur 1759. Då fråga om inrättandet av en veterinärundervisning togs upp i riksdagen 1761, konstaterades att Dahlman nyligen till det allmännas saknad med döden avgått.